# 岐阜県道420号美乃坂本停車場線
岐阜県道420号美乃坂本停車場線（ぎふけんどう420ごう みのさかもとていしゃじょうせん）は、岐阜県中津川市の一般県道である。

## 概要

### 路線データ
- 実延長：m
- 起点：岐阜県中津川市千旦林（岐阜県道410号苗木恵那線交点）
- 終点：岐阜県中津川市茄子川（国道19号交点）

## 地理

### 通過する自治体
- 岐阜県
  - 中津川市

### 主な接続路線
- 岐阜県道410号苗木恵那線（岐阜県中津川市）
- 国道19号（岐阜県中津川市 深沢交差点）